# Musicmatch Jukebox
Y!Music Musicmatch Jukebox, feito pela Yahoo!, é um tocador de mídia do tipo áudio que gerencia bibliotecas de áudio digitais. Contém uma loja virtual de músicas online, web rádio, reprodução e gravação de CDs, entre outros recursos comuns em softwares jukebox.
Em 17 de julho de 2002, a Apple Inc. introduziu o primeiro iPod para Windows e incluiu o Musicmatch Jukebox para organizar e transferir músicas para o iPod. Com o lançamento do iTunes para Windows, em 16 de outubro de 2003, o Musicmatch Jukebox deixou de ser incluído. Em 14 de setembro de 2004, a Yahoo! anuncia a aquisição da Musicmatch, até então desenvolvedora do software. A aquisição é completada em 19 de outubro do mesmo ano. Muitos usuários preferem as versões antigas do software e alguns buscam alternativas open source para suprir a necessidade.

## Yahoo!
A partir da versão 10.1, a marca Yahoo! foi incorporada. O logotipo anterior foi alterado pelo logotipo violeta do Yahoo! e o logotipo do Y!Music foi inserido no local onde anteriormente ficava o logotipo da Musicmatch no produto. A loja virtual de músicas agora utiliza Yahoo! IDs para autenticação. Em meados de 2007, a Yahoo! iniciou a migração dos usuários do Musicmatch ao Yahoo! Music Jukebox com planos para descontinuar o Musicmatch em 31 de agosto de 2007. O site oficial do Musicmatch passou a exibir em destaque o anúncio "Musicmatch Jukebox is now Yahoo! Music Jukebox / The best of Musicmatch Jukebox and so much more" (Musicmatch Jukebox agora é Yahoo! Music Jukebox/O melhor do Musicmatch Jukebox e muito mais) indicando ao usuário do download do Y!Music Jukebox. Muitos usuários puristas do Musicmatch ficaram desapontados com a nova versão que teria "estragado" o ótimo player que já fora um dia.